# چاهک (جیرفت)
چاهک، روستایی از توابع بخش مرکزی شهرستان جیرفت در استان کرمان ایران است.

## جمعیت
این روستا در دهستان اسلام‌آباد (جیرفت) قرار دارد و براساس سرشماری مرکز آمار ایران در سال ۱۳۸۵، جمعیت آن ۴۴ نفر (۱۳خانوار) بوده‌است.